# ديفيد دوناتو
ديفيد دوناتو (بالإنجليزية: David Donato)‏ هو مغني أمريكي، ولد في القرن العشرين.

## وصلات خارجية
- ديفيد دوناتو على موقع ميوزك برينز (الإنجليزية)
- ديفيد دوناتو على موقع ديسكوغز (الإنجليزية)